# Qualificazioni al campionato europeo femminile di calcio 2017 - Fase a gironi, gruppo 2
Il gruppo 2 delle qualificazioni al campionato europeo femminile di calcio 2017 è composto da cinque nazionali: Finlandia, Irlanda, Montenegro, Portogallo e Spagna. La composizione degli otto gruppi nella fase a gironi di qualificazione venne decisa dal sorteggio tenutosi il 20 aprile 2015.
Il torneo si è disputato con la formula del girone all'italiana, con le squadre che si sono affrontate con partite di andata e ritorno. La vincitrice del girone si è qualificata direttamente per la fase finale del torneo, mentre la seconda classificata è stata direttamente qualificate se risultata una delle sei migliori seconde tra tutti gli otto gruppi (non contando i risultati contro le squadre giunte al quinto posto nel girone); in caso contrario le due restanti si sono giocate la partecipazione alla fase successiva nella fase dei play-off.

## Classifica finale
| Squadra    | Pt | G | V | N | P | GF | GS | DR  |
| ---------- | -- | - | - | - | - | -- | -- | --- |
| Spagna     | 24 | 8 | 8 | 0 | 0 | 39 | 2  | +37 |
| Portogallo | 13 | 8 | 4 | 1 | 3 | 15 | 11 | +4  |
| Finlandia  | 13 | 8 | 4 | 1 | 3 | 17 | 12 | +5  |
| Irlanda    | 9  | 8 | 3 | 0 | 5 | 17 | 14 | +3  |
| Montenegro | 0  | 8 | 0 | 0 | 8 | 2  | 51 | -49 |

|            | Finlandia (bandiera) | Irlanda (bandiera) | Montenegro (bandiera) | Portogallo (bandiera) | Spagna (bandiera) |
| ---------- | -------------------- | ------------------ | --------------------- | --------------------- | ----------------- |
| Finlandia  |                      | 4 - 1              | 1 - 0                 | 0 - 0                 | 1 - 2             |
| Irlanda    | 0 - 2                |                    | 9 - 0                 | 0 - 1                 | 0 - 3             |
| Montenegro | 1 - 7                | 0 - 5              |                       | 0 - 3                 | 0 - 7             |
| Portogallo | 3 - 2                | 1 - 2              | 6 - 1                 |                       | 1 - 4             |
| Spagna     | 5 - 0                | 3 - 0              | 13 - 0                | 2 - 0                 |                   |

## Risultati
Tutti gli orari sono CEST (UTC+2) per le date dal 29 marzo al 24 ottobre 2015 e tra il 27 marzo e il 29 ottobre 2016, per le altre date sono CET (UTC+1).
| Arbitro: | Marte Sørø |

|           |           |  |
| Öling 67’ | Marcatori |  |

| Arbitro: | Jana Adámková |

|  |           |                            |
|  | Marcatori | 13’ Koivisto 71’ Sällström |

| Arbitro: | Gyöngyi Gaál |

|           |           |                        |
| Costa 16’ | Marcatori | 22’ Quinn 40’ O'Gorman |

| Arbitro: | Teodora Albon |

|            |           |                            |
| Kuikka 25’ | Marcatori | 4’ Putellas 29’ Torrecilla |

| Arbitro: | Stéphanie Frappart |

|  |           |                                                  |
|  | Marcatori | 30’ Losada 44’ (rig.) Hermoso 90+3’ (aut.) Perry |

| Arbitro: | Julia-Stefanie Baier |

|                                                                            |           |         |
| Neto 7’, 28’ C. Mendes 31’ Borges 40’ Do. Silva 61’ (rig.) Fernandes 90+1’ | Marcatori | 20’ Kuč |

| Arbitro: | Simona Ghisletta |

|                        |           |  |
| Losada 8’ Bermúdez 25’ | Marcatori |  |

| Arbitro: | Lorraine Clark |

|  |           |                                                                                         |
|  | Marcatori | 15’, 62’ Losada 22’ Boquete 42’ (rig.) Putellas 69’ Hermoso 74’ Sampedro 77’ Torrecilla |

| Arbitro: | Dimitrina Milkova |

|  |           |                                                                         |
|  | Marcatori | 3’ Quinn 24’ O'Gorman 26’ (rig.) Littlejohn 73’ D. O'Sullivan 84’ Roche |

| Arbitro: | Jana Adámková |

|               |           |                                                      |
| Do. Silva 66’ | Marcatori | 36’ Torrecilla 40’ Putellas 87’ Sampedro 89’ Boquete |

| Arbitro: | Knarik Grigoryan |

|              |           |                                                                                                  |
| Bulatović 8’ | Marcatori | 15’ (aut.) Djurković 21’ Alanen 27’ Danielsson 68’ Saari 73’ Sällström 83’ Saarinen 90+3’ Heroum |

| Arbitro: | Linn Andersson |

|                              |           |  |
| Boquete 58’, 65’ Hermoso 86’ | Marcatori |  |

| Arbitro: | Cristina Dorcioman |

|                                                    |           |           |
| Alanen 32’ Danielsson 39’ Kuikka 70’ Sällström 87’ | Marcatori | 76’ Roche |

| Arbitro: | Ivana Martinčić |

|  |           |                        |
|  | Marcatori | 7’, 29’, 54’ Fernandes |

| Helsinki 7 giugno 2016, ore 17:05 | Finlandia         | 0 – 0 referto | Portogallo | Sonera Stadium (4 792 spett.)\| Arbitro: \| Eleni Lampadariou \| |
| Arbitro:                          | Eleni Lampadariou |               |            |                                                                  |

| Arbitro: | Ivana Projkovska |

|                                                                                    |           |  |
| Connolly 3’ O'Gorman 11’, 53’, 58’ Roche 45’, 65’, 69’ Quinn 62’ F. O'Sullivan 83’ | Marcatori |  |

| Arbitro: | Zuzana Valentová |

| |           |  |
| Boquete 2’, 7’, 45’, 46’ Bermúdez 10’, 20’, 23’, 52’, 90+3’ Sampedro 16’ Corredera 25’ Losada 74’ Putellas 80’ | Marcatori |  |

| Arbitro: | Riem Hussein |

|                                  |           |                               |
| Neto 29’, 45’ (rig.), 84’ (rig.) | Marcatori | 21’ (rig.) Alanen 27’ Franssi |

| Arbitro: | Monika Mularczyk |

|                                                                        |           |  |
| Torrejón 28’ Paredes 66’ (rig.), 82’ Sampedro 88’ (rig.) Hermoso 90+1’ | Marcatori |  |

| Arbitro: | Esther Azzopardi |

|  |           |          |
|  | Marcatori | 78’ Neto |

## Statistiche

### Classifica marcatrici
8 reti
- Verónica Boquete

6 reti
- Cláudia Neto (2 rig.)

- Sonia Bermúdez

5 reti
- Áine O'Gorman

- Stephanie Roche

- Vicky Losada

4 reti
- Edite Fernandes
- Jennifer Hermoso (1 rig.)

- Alexia Putellas

- Amanda Sampedro (1 rig.)

3 reti
- Emmi Alanen (1 rig.)
- Linda Sällström

- Louise Quinn

- Virginia Torrecilla

2 reti
- Jenny Danielsson
- Natalia Kuikka

- Dolores Silva (1 rig.)

- Irene Paredes (1 rig.)

1 rete
- Sanni Franssi
- Nora Heroum
- Emma Koivisto
- Ria Öling
- Maija Saari
- Sanna Saarinen

- Slađana Bulatović
- Armisa Kuč
- Ana Borges
- Carole Costa
- Carolina Mendes
- Megan Connolly

- Ruesha Littlejohn (1 rig.)
- Denise O'Sullivan
- Fiona O'Sullivan
- Marta Corredera
- Marta Torrejón

Autoreti
- Tatjana Djurković (a favore della Finlandia)

- Sophie Perry (a favore della Spagna)